# Jahun
Jahun – miasto w północnej Nigerii, w stanie Jigawa. Liczy 16 185 mieszkańców (2012).